# بوچویتسا
بوچویتسا (به صربی: Boćevica) یک منطقهٔ مسکونی در صربستان است که در لسکواس واقع شده‌است. بوچویتسا ۱۵۱ نفر جمعیت دارد.